# Museo de Arqueología y Etnología de la Universidad de São Paulo
El Museo de Arqueología y Etnología de la Universidad de São Paulo (en portugués Museu de Arqueologia e Etnologia da Universidade de São Paulo) es un museo arqueológico y etnológico ubicado en la ciudad de São Paulo, dentro de la Ciudad Universitaria Armando de Salles Oliveira de la USP.
Posee un acervo de 120 mil objetos e imágenes referentes a la cultura material de América con énfasis en Brasil, del Mediterráneo, de Oriente Medio y de África, abarcando una extensión temporal que va desde la Prehistoria hasta la actualidad. Dado el limitado espacio del que dispone el museo, apenas cerca del 10% del acervo total se encuentra en exposición.
Cuenta además con una vasta biblioteca de cerca de 50 mil volúmenes, entre libros y periódicos. De estos últimos, hay 1100 títulos diferentes de los cuales unos 360 todavía están en circulación. Más allá de que su consulta esté abierta al público, bimestralmente se lanza una revista titulada Sumários de Periódicos, herramienta importante para investigadores e instituciones del área. Anualmente se publica una nueva edición de un periódico científico multilingüe, enfocado a la museología y a ofrecer además un curso de posgraduación(especialización) en museología.